# Schlacht um Tora Bora
Die Schlacht um die Bergfestung Tora Bora war eine militärische Auseinandersetzung im Rahmen des Konflikts in Afghanistan zwischen einer von US-Streitkräften geführten Koalition und der al-Qaida, unterstützt durch die radikal-islamischen Taliban, in Afghanistan im Dezember 2001.

## Hintergrund

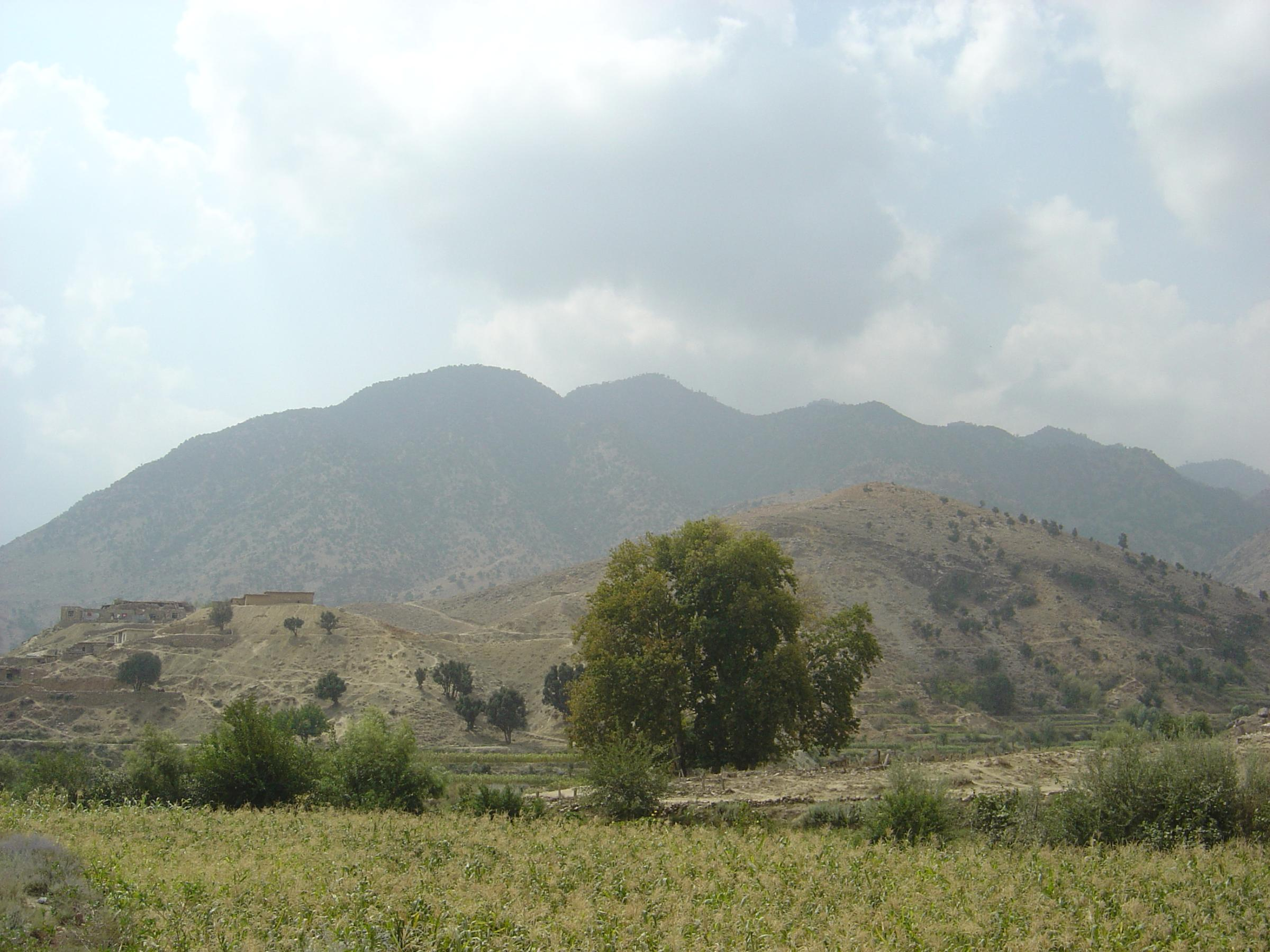
Tora-Bora-Berge in Afghanistan

Tora Bora (Paschtu: تورا بورا, ‚schwarzer Staub‘) ist ein Höhlenkomplex in den Weißen Bergen (Safed Koh) in der Provinz Nangarhar im Osten Afghanistans in der Nähe des Chaiber-Passes. Die natürlichen Höhlen dienten den Mudschahedin während des Krieges gegen die Sowjetunion seit 1979 als Rückzugsort und Waffenlager. Von Mitte 1996 bis April 1997 diente Tora Bora Osama bin Laden und seiner Familie nach seiner Rückkehr aus dem Sudan als Wohnsitz.
Nach den Terroranschlägen vom 11. September 2001 stürzten die USA mithilfe einer Koalition westlicher Länder sowie Einheiten der afghanischen Nordallianz die Herrschaft der Taliban in Afghanistan mit dem Ziel, den Einfluss der Terrororganisation al-Qaida im Land zurückzudrängen und den Taliban Rückzugsräume zu nehmen. Die CIA erhielt mehrere Bestätigungen von Quellen vor Ort, dass sich Bin Laden nach Tora Bora zurückgezogen hatte.

## Verlauf der Schlacht

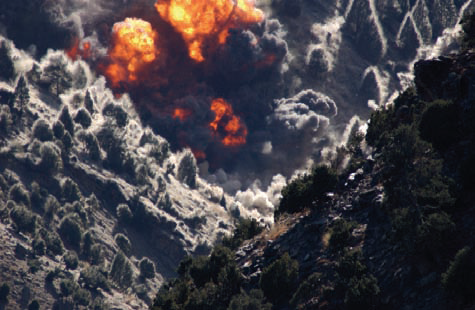
Amerikanische Luftschläge auf Tora Bora

Gegen Ende der alliierten Invasion Afghanistans hatten sich Mitglieder von al-Qaida und den Taliban in den Bergen von Tora Bora verschanzt, und mit den Taliban verfeindete afghanische Volksstämme begannen mit amerikanischer und britischer Luftunterstützung, das schwierige Terrain zu durchkämmen. Im Rahmen der Kampfhandlungen setzten die US-Streitkräfte mit der BLU-82B „Daisy Cutter“ auch eine der stärksten konventionellen Fliegerbomben der Welt ein.
In weiterer Folge gelang es den al-Qaida-Kämpfern jedoch, einen Waffenstillstand mit den lokalen Warlords und Milizkommandeuren auszuhandeln, um einer militärischen Vernichtung zu entgehen. Dieser Waffenstillstand  ermöglichte in der Retrospektive zahlreichen hochrangigen Angehörigen von al-Qaida und den Taliban die Flucht ins benachbarte Pakistan, darunter wahrscheinlich auch Osama Bin Laden.
Am 12. Dezember wurden die Kämpfe wieder aufgenommen und es wird vermutet, dass die Nachhut der ausweichenden Terroristen gegnerische Truppen in kleinere Gefechte verwickelte, um mehr Zeit zur Flucht zu gewinnen. Dies führte in weiterer Folge auch zu einem erneuten Aufflammen der Kämpfe zwischen al-Qaida und den mit der westlichen Allianz verbündeten Stämmen; außerdem führten auch Spezialeinheiten der USA und Großbritanniens eigenständig Operationen in dem Bergmassiv durch.
An der Schlacht waren am 12. Dezember 2001 erstmals auch deutsche Soldaten des Kommando Spezialkräfte (KSK) in Afghanistan beteiligt. Sie wurden hauptsächlich zu Aufklärungs- und Abriegelungsoperationen sowie zum Flankenschutz für Operationen amerikanischer und britischer Spezialkräfte eingesetzt.
Die letzten Verteidigungsstellungen wurden schließlich am 17. Dezember durch die Alliierten eingenommen. Entgegen allen Erwartungen trafen sie unter Tage jedoch auf keine zusätzlichen Verteidigungssysteme, sondern nur kleinere Bunker, Außenposten und Ausbildungsstätten.
Die Suche nach Osama Bin Laden und anderen Führern von al-Qaida durch US-Spezialeinheiten dauerte bis Januar 2002 an. Dabei wurden etwa 200 Kämpfer von al-Qaida getötet, einem Großteil gelang jedoch die Flucht ins benachbarte Pakistan.

## Folgen

### Militärisch
Nach der Schlacht festigte die US-geführte Koalition ihren militärischen Einfluss in Afghanistan. Allerdings konnten die radikal-islamischen Taliban nur zeitweise vertrieben werden und begannen bald nach ihrer Niederlage bei Tora Bora, sich im Shahi-Kot-Tal in der südöstlichen afghanischen Provinz Paktia neu zu formieren, um dort eine neue Ausgangsbasis für zukünftige Operationen zu etablieren.
Die steigende Anzahl Aufständischer im Shahi-Kot-Tal bewog die USA, von 1. bis 18. März 2002 gemeinsam mit Spezialeinheiten aus weiteren sechs westlichen Staaten sowie der im Aufbau befindlichen afghanischen Armee die Operation Anaconda durchzuführen. Der Ausgang dieser Operation wurde unterschiedlich beurteilt: Während der amerikanische General Tommy Franks sie „als einen unbestreitbaren und vollständigen Erfolg“ bewertete, kritisierte der Kommandant der britischen Royal Marines die Operation gegenüber dem US-Verteidigungsministerium insgesamt als militärischen Fehlschlag.
Im Anschluss an Anaconda fand vom 16. April bis 9. Juli 2002 die Operation Jacana statt, die aus den vier Teiloperationen Ptarmigan, Snipe, Condor und Buzzard bestand und als „Aufräumaktion“ nach der Operation Anaconda konzipiert war. Diese Operation wurde vom Bataillon 45 Commando der Royal Marines durchgeführt, das dabei durch Teile der US Special Forces, des australischen SAS sowie der norwegischen Spezialeinheit Forsvarets Spesialkommando unterstützt wurde.

### Politisch
Im Jahr 2002 wurde durch die Übergangsverwaltung unter Hamid Karzai in Kabul erstmals die Loja Dschirga als verfassungsgebende Versammlung einberufen. Sie bestand aus 1500  Delegierten, die entweder in den verschiedenen Landesteilen gewählt oder als direkte Vertreter politischer, kultureller und religiöser Gruppen entsandt wurden.
Vom 14. Dezember 2003 bis 4. Januar 2004 tagte schließlich die diesmal aus 502 Delegierten (darunter 114 Frauen) bestehende Loja Dschirga erneut unter der Leitung Karzais und beschloss zusätzlich zur neuen Verfassung auch die zukünftige Staatsform Afghanistans als Islamische Republik mit einem Präsidialsystem. Des Weiteren diskutierte sie Fragen wie z. B. die Einführung von Paschto und Dari als Amtssprachen Afghanistans, die Rechte von Frauen, die Ehrenbezeichnung Baba-e Melat („Vater der Nation“) für den ehemaligen afghanischen König Mohammed Zahir Schah sowie die Einführung einer freien Marktwirtschaft.

## Kritik
Im 2012 erschienenen Dokumentarfilm Die Jagd auf Bin Laden des britischen Dokumentarfilmers Leslie Woodhead äußerten mehrere Militär- und Sicherheitsexperten schwere Vorwürfe gegen den damaligen US-Verteidigungsminister Donald Rumsfeld: so sei unter anderem die Stärke der eingesetzten US-Truppen nicht ausreichend gewesen, da der zusätzliche Einsatz von Teilen der US Army Rangers nicht bewilligt worden sei. Rumsfeld bestritt dies und entgegnete, diese Behauptungen seien gelogen.

## Verweise